# Achocalla
Achocalla är en ort i Bolivia.   Den ligger i departementet La Paz, i den centrala delen av landet, 400 kilometer nordväst om huvudstaden Sucre. Achocalla ligger 3 784 meter över havet och antalet invånare är 10 369.
Terrängen runt Achocalla är kuperad åt nordost, men åt sydväst är den platt. Terrängen runt Achocalla sluttar österut. Runt Achocalla är det tätbefolkat, med 343 invånare per kvadratkilometer.. Närmaste större samhälle är La Paz, 9,4 kilometer norr om Achocalla.
Trakten runt Achocalla består i huvudsak av gräsmarker.